# Букатинка
Бука́тинка (укр. Букатинка) — село на Украине, находится в Черневецком районе Винницкой области.
Код КОАТУУ — 0524982003. Население по переписи 2001 года составляет 440 человек. Почтовый индекс — 24131. Телефонный код — 4357.
Занимает площадь 2,157 км².

## Адрес местного совета
24130, Винницкая область, Черневецкий р-н, с. Вила-Яругские, ул. Ленина, 29

## Известные жители
Белоконь Никифор Григорьевич — советский писатель.